# Oh Jin-hyek
Dans ce nom coréen, le nom de famille, Oh, précède le nom personnel.
Oh Jin-hyek (coréen : 오진혁), né le 15 août 1981 dans le Chungcheong du Sud, est un archer sud-coréen.

## Carrière

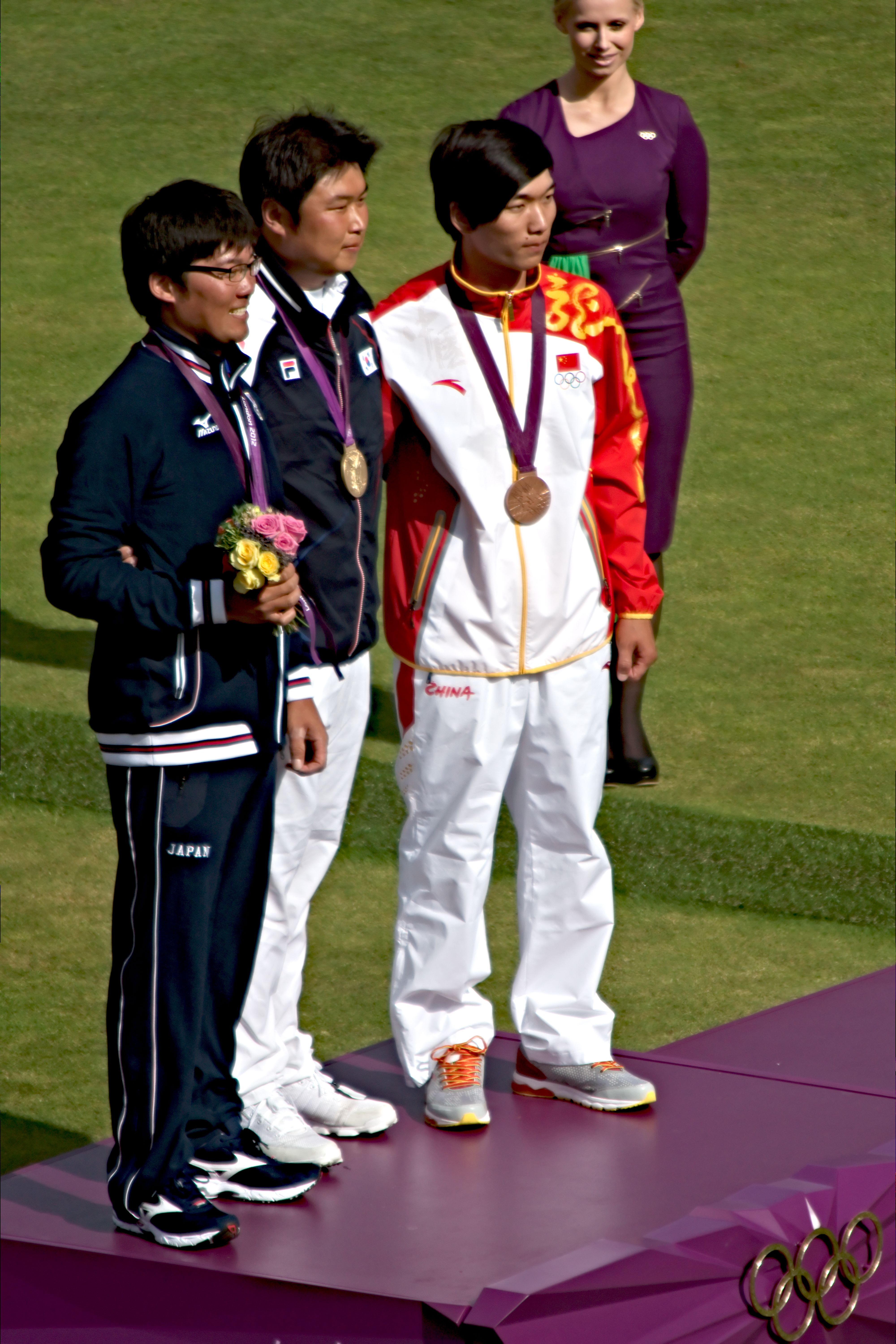
Takaharu Furukawa, Oh Jin-hyek et Dai Xiaoxiang sur le podium des Jeux olympiques de 2012

Il a remporté la médaille d'or en individuel  et la médaille de bronze par équipe aux Jeux olympiques d'été de 2012.